# Armillaria

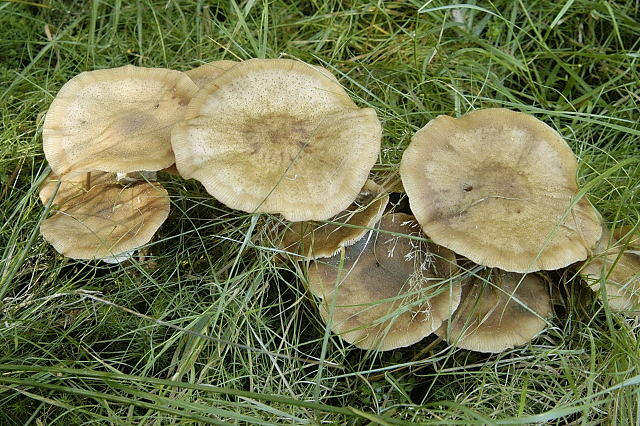
A. cepistipes

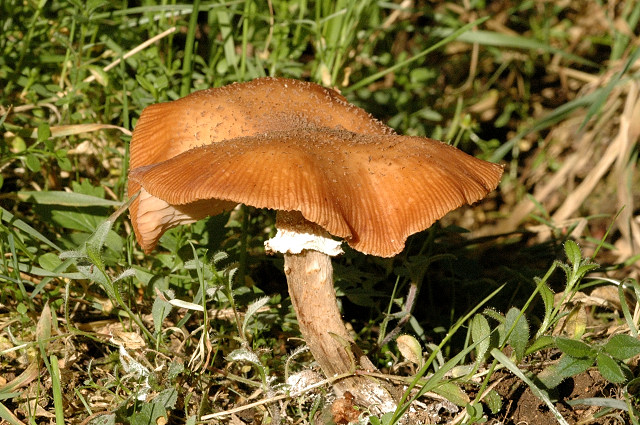
A. borealis

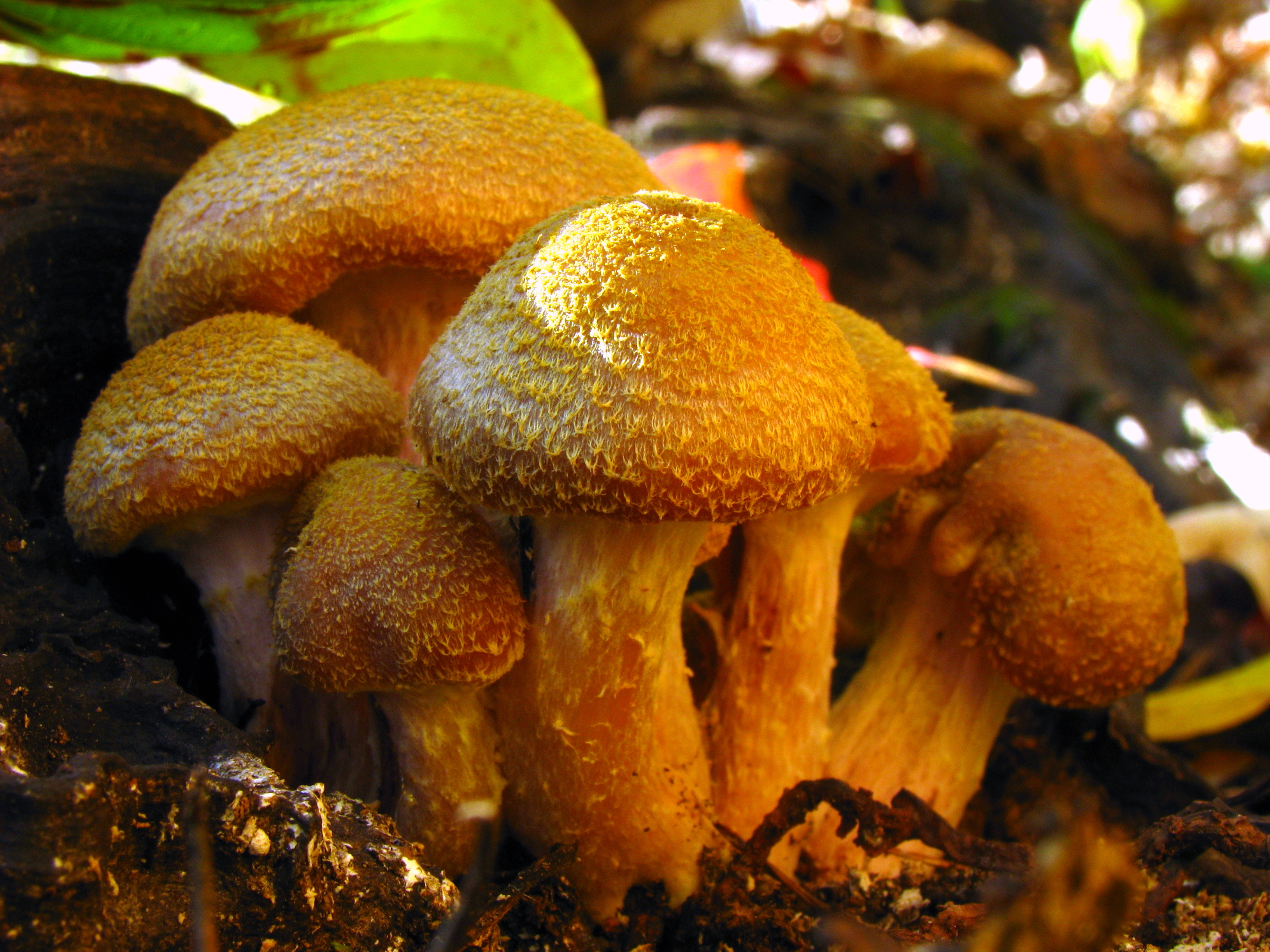
A. gallica

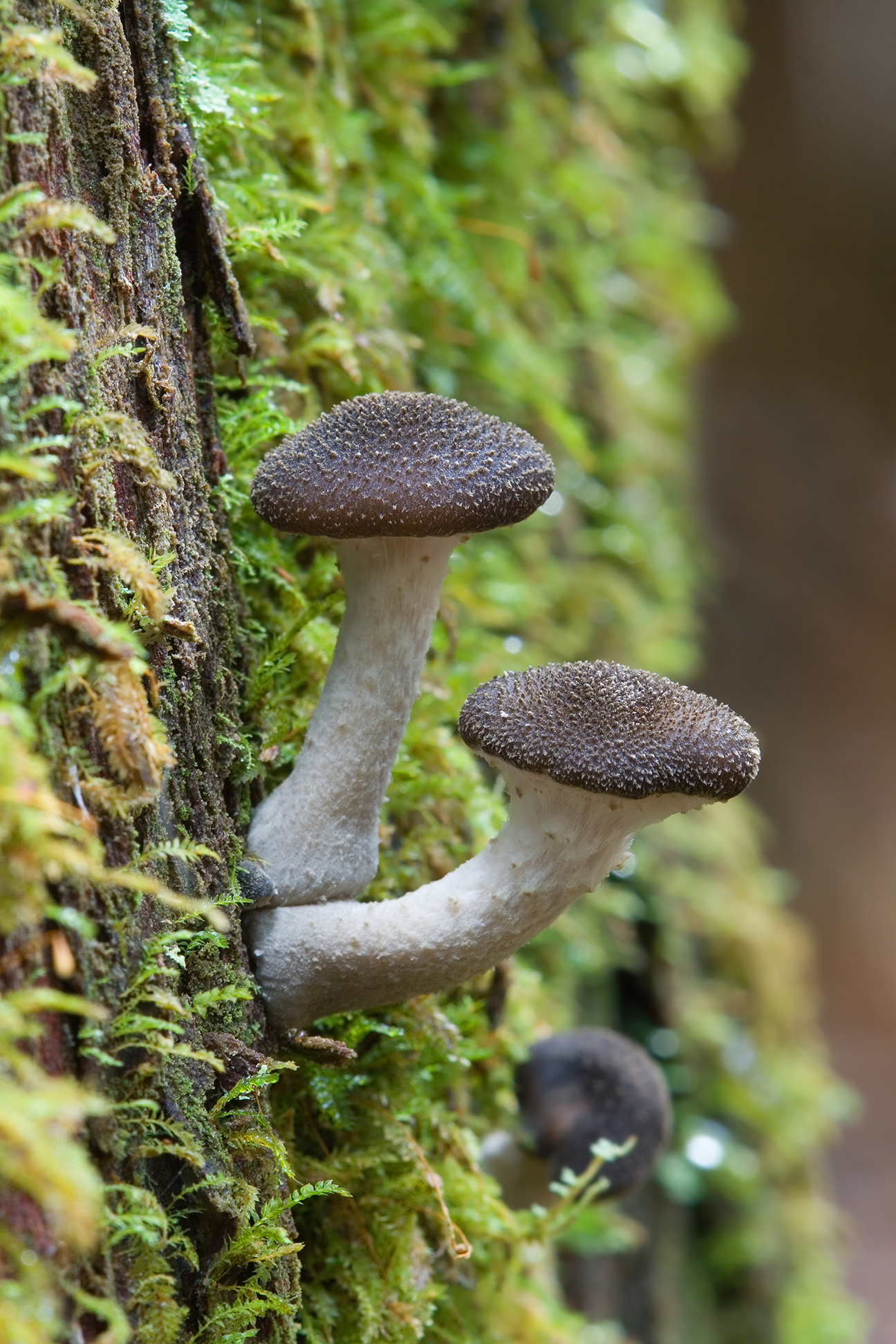
Armillaria hinnulea

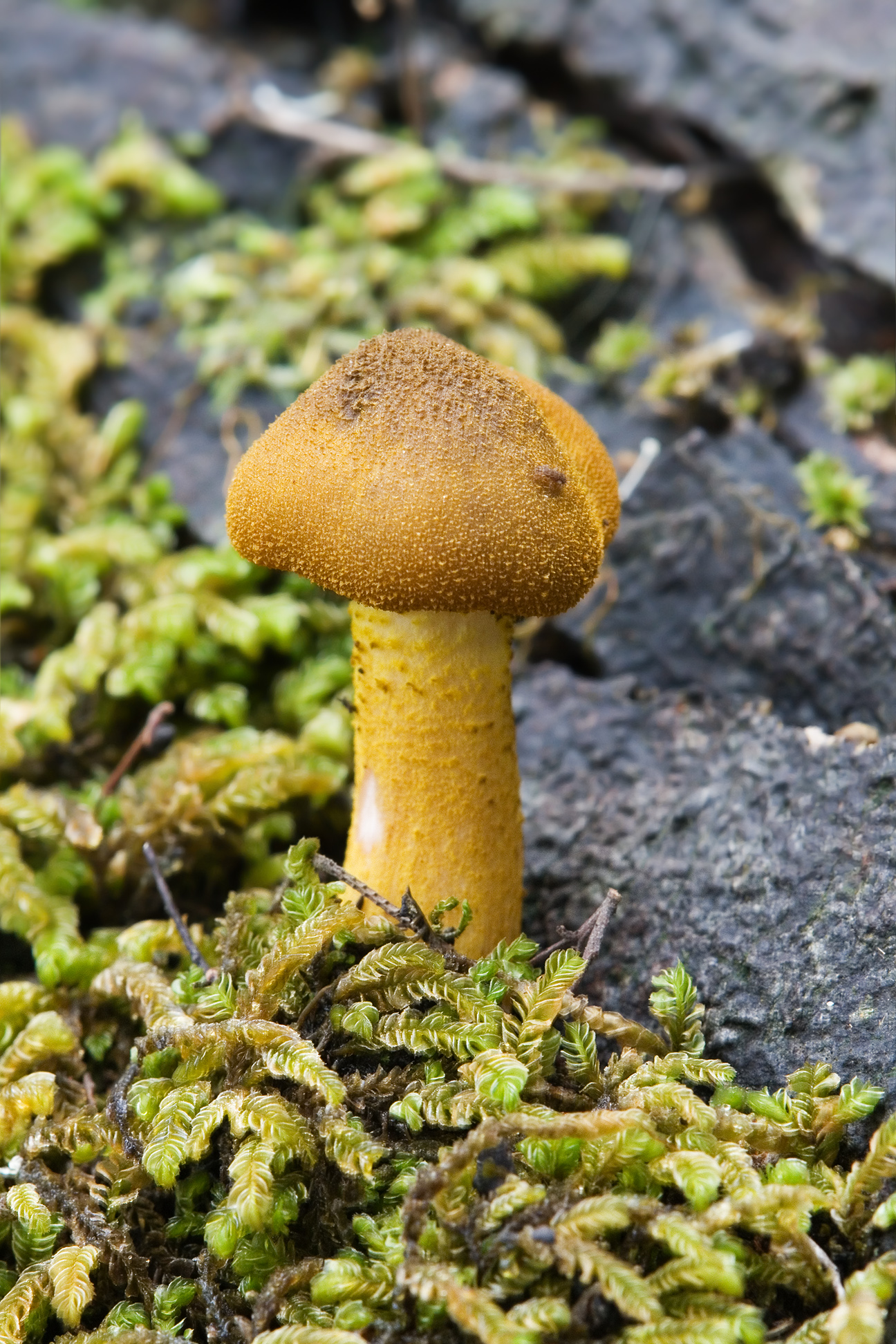
A. luteobubalina

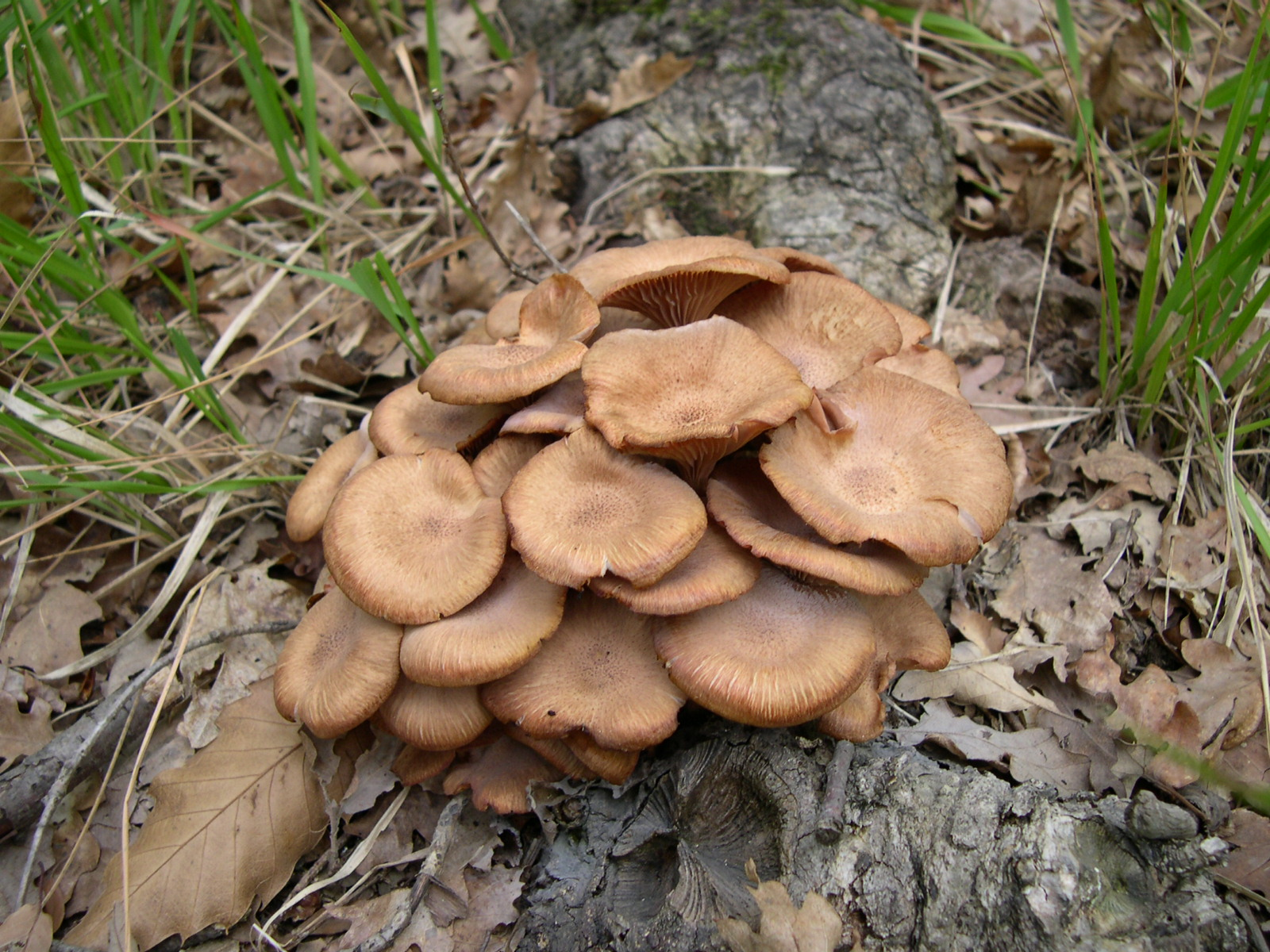
A. tabescens

Armillaria é um género de fungos parasitas que vivem em árvores e arbustos lenhosos. Inclui mais de 40 espécies antes agrupadas numa única, A. mellea. Estes fungos têm uma vida longa e formam alguns dos maiores organismos do mundo. O maior organismo individual (da espécie Armillaria ostoyae) cobre mais de 8.9 km² e tem milhares de anos de idade. Algumas espécies de Armillaria formam micorrizas de orquídeas; outras, como A. gallica, A. mellea, e A. tabescens, são bioluminescentes. e podem ser responsáveis por fenómenos como o fogo-fátuo.
Como patógeno florestal, Armillaria pode ser muito destrutivo. É responsável pela podridão branca das florestas e distingue-se de Tricholoma (micorrízico) por esta natureza parasítica, sendo capaz de infectar mais de 600 espécies de plantas lenhosas.  A sua grande destrutividade vem do facto de, ao contrário da maioria dos parasitas, não necessitar de moderar o seu crescimento de forma a evitar matar o seu hospedeiro, uma vez que continuará a desenvolver-se sobre a matéria morta. É o maior ser vivo do mundo.

## Descrição
Os corpos frutíferos são cogumelos que crescem em madeira, tipicamente em pequenos amontoados densos. Os seus chapéus são tipicamente amarelo-acastanhados, algo pegajosos ao toque quando húmidos, e, dependendo da idade, com forma cónica a convexa. O pé pode ou não ter anel. Todas as espécies de Armillaria têm esporada branca e nenhuma tem volva.
Espécies grosseiramente similares são Pholiota spp. que também cresce em amontoados cespitosos em madeira e que frutificam no outono. Porém Pholiota spp. têm aparência amarelada a amarelo-esverdeada e esporada castanho-escura a castanho-acinzentada. Os colectores de cogumelos necessitam ter especial cuidado com Galerina  spp. que pode crescer lado a lado com Armillaria spp. também em madeira. Galerina tem esporada castanho-escura e é mortal.

## Patologia vegetal
É um organismo patogénico que afecta árvores, arbustos, trepadeiras lenhosas e, raramente herbáceas perenes lenhosas. Desenvolve-se sobre árvores vivas bem como em material lenhoso em decomposição.
Dispersa-se por meio de rizomorfos semelhantes a raízes de cor castanho-avermelhada a negra, à velocidade de aproximadamente 1 m por ano, embora a infecção por contacto radicular seja também possível. A infecção por esporos é rara. Os rizomorfos desenvolvem-se relativamente próximo da superfície do solo (nos 20 cm superiores) e invadem novas raízes de plantas lenhosas. Uma árvore infectada morrerá assim que o fungo a rodear, ou quando tiver ocorrido morte radicular significativa. Tal pode suceder rapidamente, ou pode levar vários anos a acontecer. As plantas infectadas deterioram-se, embora possam apresentar produção prolífica de flores e frutos pouco antes de morrerem.
Os sintomas iniciais de infecção incluem a morte de ramos folhosos ou o não aparecimento de de folhas na primavera. Filamentos negros semelhantes a atacadores de sapatos surgem sob a casca e em volta da árvore, e os corpos frutíferos crescem em amontoados desde a planta afectada desaparecendo após a primeira geada. Porém, estes sinais não significam necessariamente que as estirpes patogénicas deste fungo sejam a causa do declínio ou morte da planta, pelo que outros métodos de identificação deverão ser usados antes de fazer o diagnóstico. A presença de camadas finas de micélio, exalando forte odor a cogumelos, sob a casca na base do tronco ou caule, por vezes estendendo-se para cima, ou uma goma ou resina exsudando de fissuras na casca de coníferas indicam que o fungo será a causa provável do problema.

## Taxonomia
Muitas espécies são difíceis ou impossíveis de distinguir-se de outras usando características observáveis; testes laboratoriais de incompatibilidade são muitas vezes usados em culturas puras para determinar a espécie de modo fiável. Devido às dificuldades colocadas à identificação rotineira das espécies, o uso de sequenciação de ADN e filogenética tornou-se o método padrão para ajudar a clarificar relações entre as espécies. As espécies diferem na sua distribuição geográfica e posição ecológica, especificidade de hospedeiros, caracteres micro e macroscópicos, e também quanto à sua agressividade na colonização de hospedeiros lenhosos. Segue-se uma lista de espécies de Armillaria baseada na resenha taxonómica de Daniel Pegler em 2000, bem como em espécies novas publicadas desde então.
| Espécie autoridade                                  | Ano  | Distribuição                        | Referências          |
| --------------------------------------------------- | ---- | ----------------------------------- | -------------------- |
| Armillaria adelpha (Berk.) Sacc.                    | 1887 | Ásia                                | [ 8 ]                |
| Armillaria apalosclerus (Berk.) Chandra & Watl.     | 1981 | Ásia                                | [ 9 ]                |
| Armillaria affinis (Singer) T.J. Volk & Burds.      | 1995 | América Central                     | [ 10 ]               |
| Armillaria borealis Marxm. & Korhonen               | 1982 | Europa Ásia                         | [ 11 ] [ 12 ]        |
| Armillaria calvescens Bérubé & Dessur.              | 1989 | América do Norte                    | [ 13 ]               |
| Armillaria camerunensis (Henn.) Courtec.            | 1995 | África                              | [ 14 ]               |
| Armillaria cepistipes Velen.                        | 1920 | Europa Ásia                         | [ 15 ] [ 16 ]        |
| Armillaria dicupella (Berk.) Sacc.                  | 1887 | Ásia                                | [ 8 ]                |
| Armillaria duplicata (Berk.) Sacc.                  | 1887 | Ásia                                | [ 8 ]                |
| Armillaria ectypa (Fr.) Lamoure                     | 1965 | Europa                              | [ 17 ]               |
| Armillaria fellea (Hongo) Kile & Watl.              | 1983 | Austrália                           | [ 18 ]               |
| Armillaria fumosa Kile & Watl.                      | 1983 | Austrália                           | [ 18 ]               |
| Armillaria fuscipes Petch                           | 1909 | Ásia África                         | [ 19 ] [ 20 ]        |
| Armillaria gallica Marxm. & Romagn.                 | 1987 | América do Norte Ásia Europa África | [ 12 ] [ 16 ] [ 21 ] |
| Armillaria gemina Bérubé & Dessur.                  | 1989 | América do Norte                    | [ 13 ]               |
| Armillaria griseomellea (Singer) Kile & Watl.       | 1983 | América do Norte América do Sul     | [ 18 ] [ 22 ]        |
| Armillaria heimii Pegler                            | 1977 | África                              | [ 23 ]               |
| Armillaria hinnulea Kile & Watling                  | 1983 | AustralÁsia                         | [ 18 ]               |
| Armillaria horrens (Berk.) Sacc.                    | 1887 | Ásia                                | [ 8 ]                |
| Armillaria jezoenis J.Y. Cha & Igararashi           | 1994 | Ásia                                | [ 24 ]               |
| Armillaria laricina (Bolton) Sacc.                  | 1887 | Europa                              | [ 8 ]                |
| Armillaria limonea (G. Stev.) Boesew.               | 1977 | AustralÁsia América do Sul          | [ 25 ]               |
| Armillaria luteobubalina Watling & Kile             | 1978 | AustralÁsia América do Sul          | [ 18 ] [ 26 ]        |
| Armillaria mellea (Vahl) P. Kumm                    | 1871 | Europa Ásia                         | [ 12 ] [ 27 ]        |
| Armillaria melleorubens (Berk. & M.A. Curtis) Sacc. | 1887 | América do Norte                    | [ 8 ]                |
| Armillaria montagnei (Singer) Herink                | 1973 | Europa América do Sul               | [ 28 ]               |
| Armillaria multicolor (Berk.) Sacc.                 | 1887 | Ásia                                | [ 8 ]                |
| Armillaria nabsnona T.J. Volk & Burds.              | 1996 | América do Norte Ásia               | [ 16 ] [ 29 ]        |
| Armillaria nigropunctata (Fr.) Herink               | 1973 | Europa                              | [ 28 ]               |
| Armillaria novae-zelandiae (G. Stev.) Boesew.       | 1973 | AustralÁsia América do Sul          | [ 25 ]               |
| Armillaria omnituens (Berk.) Sacc.                  | 1887 | Ásia                                | [ 8 ]                |
| Armillaria ostoyae (Romagn.) Herink                 | 1973 | Europa Ásia                         | [ 12 ] [ 16 ] [ 28 ] |
| Armillaria pallidula Kile & Watl.                   | 1988 | Austrália                           | [ 30 ]               |
| Armillaria paulensis Capelari                       | 2007 | América do Sul                      | [ 7 ]                |
| Armillaria pelliculata Beeli                        | 1927 | África                              | [ 31 ]               |
| Armillaria procera Speg.                            | 1889 | América do Sul                      | [ 32 ]               |
| Armillaria puiggarii Speg.                          | 1889 | América do Sul                      | [ 32 ]               |
| Armillaria sinapina Bérubé & Dessur.                | 1988 | América do Norte Ásia               | [ 12 ] [ 16 ] [ 33 ] |
| Armillaria singula J.Y. Cha & Igarashi              | 1994 | Ásia                                | [ 24 ]               |
| Armillaria socialis (DC.) Fayod                     | 1889 | Ásia Europa América do Norte        | [ 34 ] [ 35 ]        |
| Armillaria sparrei (Singer) Herink                  | 1973 | América do Norte América do Sul     | [ 28 ]               |
| Armillaria tabescens (Scop.) Emel                   | 1921 | Europa Ásia                         | [ 12 ] [ 36 ]        |
| Armillaria tigrensis (Singer) T.J. Volk & Burds.    | 1983 | América do Sul                      | [ 10 ]               |
| Armillaria vara (Berk.) Sacc.                       | 1887 | Ásia                                | [ 8 ]                |
| Armillaria viridiflava (Singer) T.J. Volk & Burds.  | 1995 | América do Sul                      | [ 10 ]               |
| Armillaria yungensis (Singer) Herink                | 1973 | América do Sul                      | [ 28 ]               |